# Control de fronteras

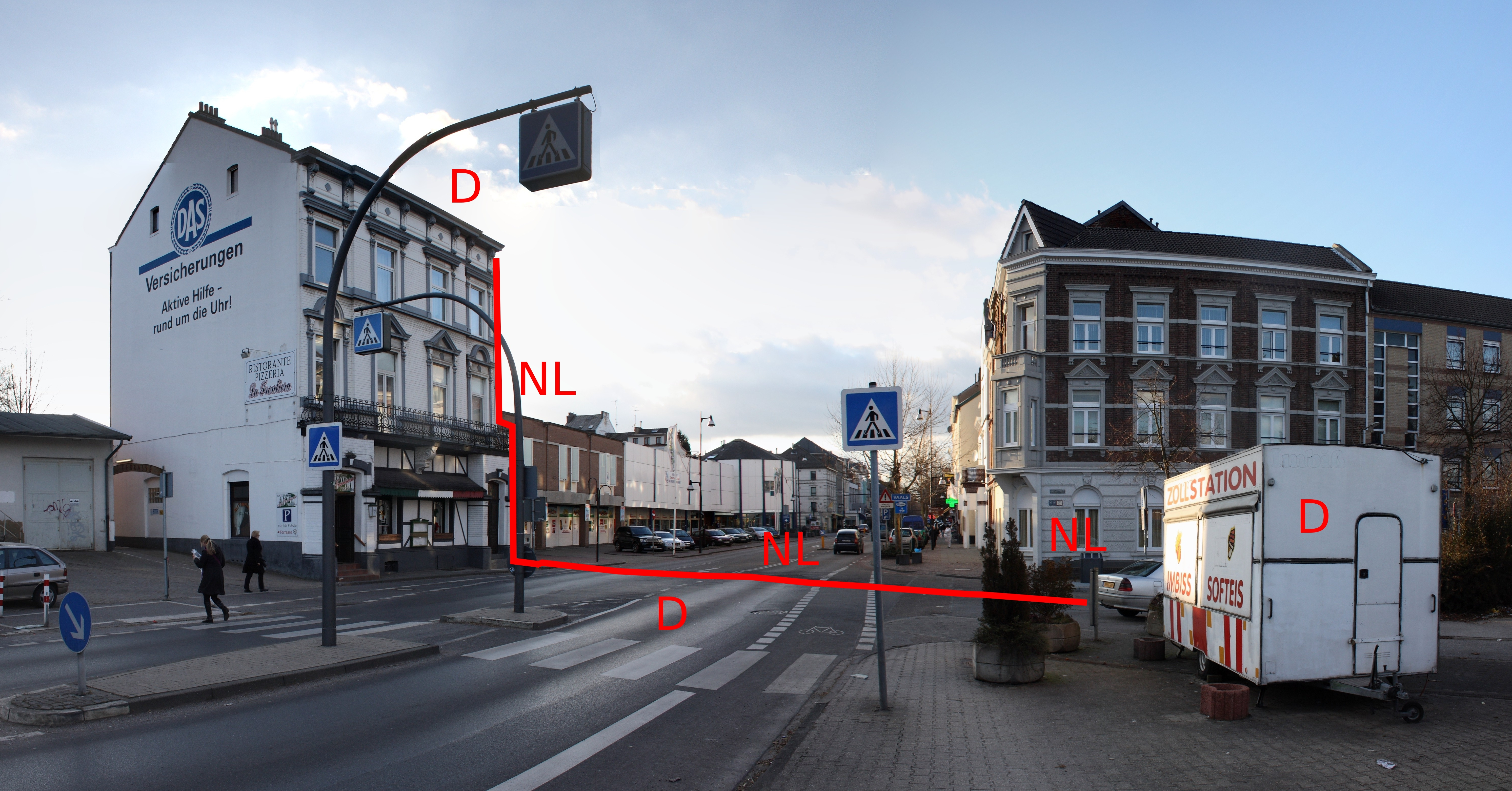
Sin control fronterizo: paso fronterizo entre dos Estados Schengen, de Alemania a los Países Bajos. Los Países Bajos comienzan en la línea roja añadida a la foto.

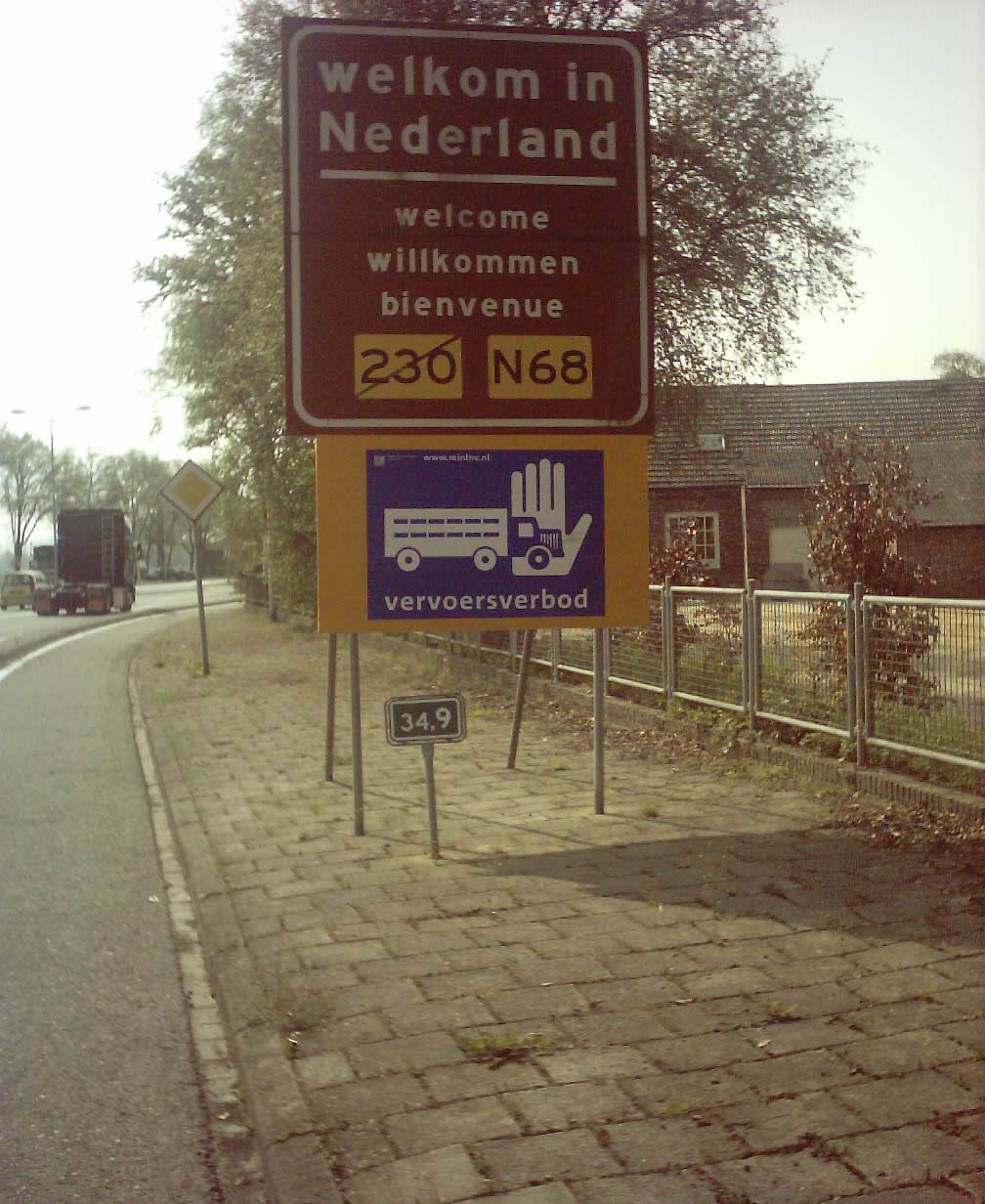
Cruce de frontera entre Alemania y el Países Bajos.

Los controles fronterizos, también conocidos como control aduanero o el control de aduanas, son medidas adoptadas por un país para vigilar o regular sus fronteras. Se establecen controles fronterizos para controlar el movimiento de personas, animales y mercancías que entran y salen de un país. 
Por lo general, se crean organismos gubernamentales especializados para realizar controles fronterizos. Dichos organismos pueden desempeñar diversas funciones tales como aduanas, inmigración, seguridad, cuarentena, además de otras funciones. Las designaciones oficiales, las jurisdicciones y las estructuras de mando de estos organismos varían considerablemente. Los controles fronterizos se aplicaron esporádicamente hasta la Primera Guerra Mundial.
Los agentes de la policía, y en algunos casos, soldados de uno o ambos países interesados, están trabajando en los controles fronterizos. Detienen a las personas en las fronteras respectivas y examinan sus documentos (autenticidad y comparación con el inventario deseado). Además, el realizan control de tráfico tales como vehículos y carga.
En algunas fronteras nacionales, una visa se registra en los documentos de viaje. Dependiendo de las condiciones bilaterales de los dos países vecinos, los controles fronterizos se llevan a cabo conjunta o separadamente por los órganos de ambos estados.

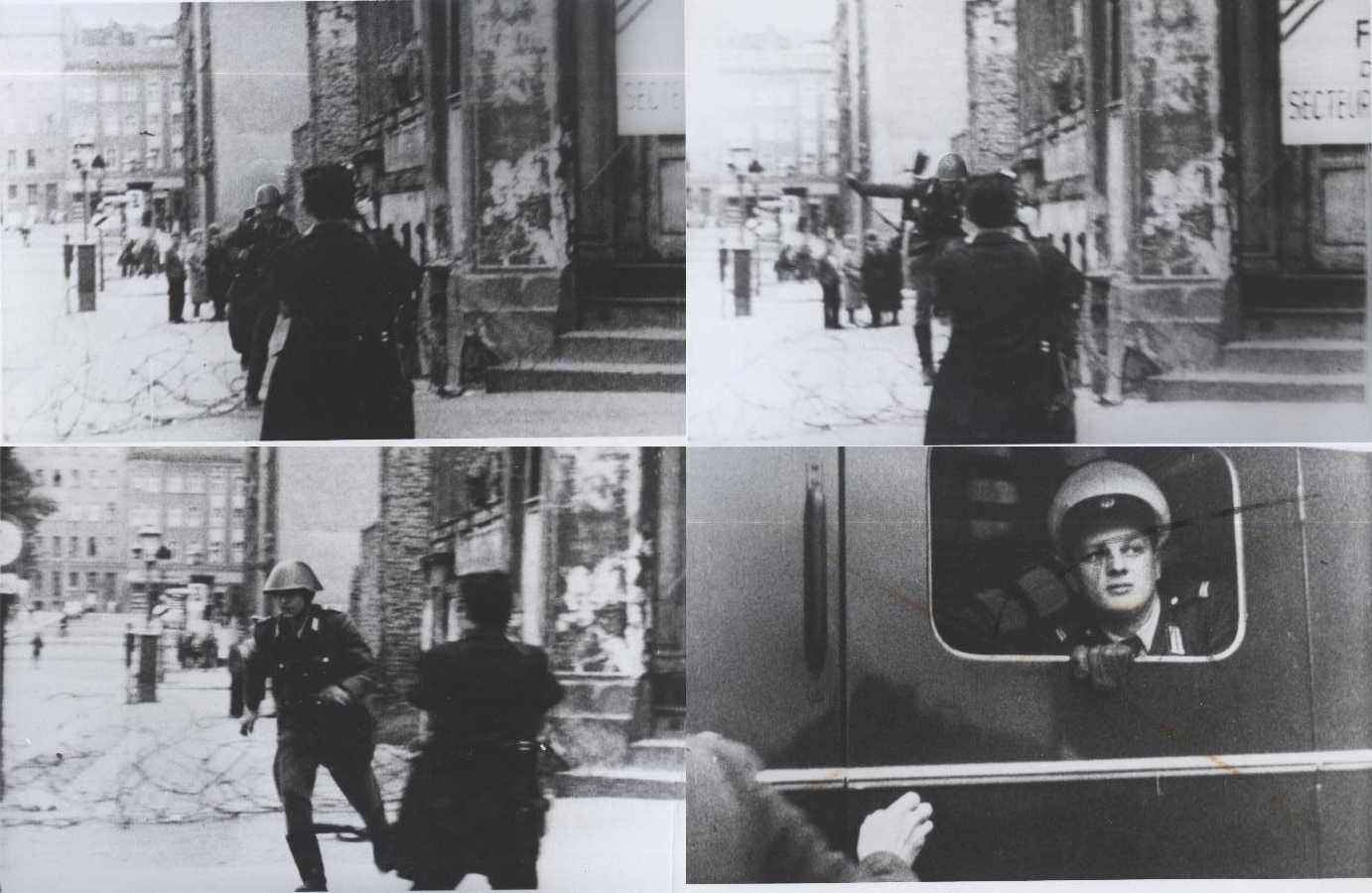
Conrad Schumman, guardia fronterizo de Alemania Oriental, salta la frontera en 1961

## Funciones
Los controles de frontera existen con la función de realizar:
- Regular la inmigración (tanto legal como ilegal).
- Controlar la circulación de los ciudadanos.
- Ejecutar las funciones aduaneras en cuanto a:
  - Recaudar impuestos especiales.
  - Prevenir el contrabando de drogas, armas, especies en peligro de extinción, seres humanos y otros materiales ilegales o peligrosos, o impedir que delincuentes buscados viajen al extranjero.
  - Controlar la propagación de enfermedades humanas o animales (véase cuarentena).[2]

## Requisitos concretos
El grado de rigor de los controles fronterizos depende del país y de la frontera de que se trate. En algunos países, los controles pueden centrarse en el país de origen del viajero u otros países visitados. Otros pueden necesitar estar seguros de que el viajero ha pagado los honorarios apropiados para sus visas y tiene planeado viajar en el futuro fuera del país. Sin embargo, otros pueden concentrarse en el contenido del equipaje de los viajeros y en las mercancías importadas para asegurarse de que no se transporta nada que pueda suponer un riesgo de bioseguridad en el país.
Entre los países del espacio Schengen, el control de las fronteras interiores es a menudo prácticamente imperceptible, y a menudo solo se realiza mediante registros aleatorios de coches o trenes en el interior, mientras que los controles en las fronteras con terceros países pueden ser bastante estrictos.
A veces existen controles fronterizos en las fronteras internas dentro de un Estado soberano. Por ejemplo, en la República Popular China existen controles fronterizos en las fronteras entre el territorio continental y las regiones administrativas especiales de Hong Kong y Macao. Todas las personas necesitan presentar sus pasaportes u otro tipo de documentos de viaje para cruzar la frontera. Por ejemplo, los residentes permanentes de Hong Kong que son ciudadanos chinos tienen que cruzar la frontera. Otro ejemplo son los estados malayos de Sabah y Sarawak, cada uno con controles fronterizos separados del resto de Malasia. También Noruega ejerce el control de pasaportes cuando viaja entre Noruega continental y el archipiélago de Svalbard, que no es una zona de Schengen. El viaje entre Guam y el resto de los Estados Unidos es también un ejemplo, ya que Guam no está definido como parte de la zona de inmigración de los Estados Unidos.

## Controles de frontera informal
En algunos casos, los países pueden introducir controles que funcionan como controles fronterizos, pero no son controles fronterizos legalmente y no necesitan ser realizados por agencias gubernamentales. Normalmente son realizados y organizados por empresas privadas, basándose en una ley que obliga a controlar que los pasajeros no viajen a un país concreto si no se les permite hacerlo. Dichos controles pueden entrar en vigor en un país basándose en la legislación de otro país. Aunque no sean controles fronterizos funcionan como tales. El ejemplo más destacado es el de las compañías aéreas que comprueban los pasaportes y visados antes de que los pasajeros puedan embarcar en la aeronave. También en el caso de algunos barcos de pasajeros se realizan controles de este tipo antes del embarque.

## Por países

### Estados Unidos
El Departamento de Seguridad Nacional de los Estados Unidos en 2003 creó la Oficina de Aduanas y Protección Fronteriza de los Estados Unidos o CBP, la agencia federal de cumplimiento de la ley más grande los Estados Unidos. Se encarga de regular y facilitar el comercio internacional, recaudar derechos de importación y hacer cumplir las regulaciones de los EE. UU., Incluido el comercio, las aduanas y la inmigración. CBP es una de las agencias de aplicación de la ley más grandes de los Estados Unidos. Tiene una fuerza laboral de más de 45,600 agentes y oficiales federales juramentados. Tiene su sede en Washington D. C.

### Reino Unido
Desde 2008, una autoridad integrada de las fronteras, la Agencia de Fronteras del Reino Unido, que realiza las funciones hasta ahora atribuidas a la Junta de Inmigración y Refugio (la Agencia de Fronteras e Inmigración), el control de la Agencia de Aduanas frontera (Her Majesty Revenue & Customs) y la autoridad de visado (UK Visa Services).

### España
- El Cuerpo Nacional de Policía es responsable de la vigilancia de los extranjeros, los controles fronterizos de las personas y la vigilancia fronteriza en los pasos fronterizos de los puertos, aeropuertos y fronteras terrestres.
- La Guardia Civil, es responsable de la vigilancia fronteriza en las zonas comprendidas entre los pasos fronterizos y participa en la vigilancia aduanera.
- La inspección aduanera se lleva a cabo por la agencia La Aduana Española.[5]
- La responsabilidad de la vigilancia de aduanas en el mar es la del Servicio de Vigilancia Aduanera.[6]

### Noruega
Los controles fronterizos se llevan a cabo en puntos fronterizos aprobados. La inspección personal se lleva a cabo por la policía, mientras que la inspección de mercancías se lleva a cabo en la oficina de aduanas. Otros controles pueden ser llevados a cabo por las autoridades veterinarias y la inspección del vehículo si es necesario.
La vigilancia de las fronteras civiles no está reglamentada en la legislación noruega. La vigilancia de la frontera militar y civil en la frontera con Rusia se lleva a cabo por el ejército noruego a través de la guarnición de Sorvarian. La vigilancia de las fronteras militares y fronterizas de las aguas noruegas, la zona económica noruega y la zona noruega de protección de la pesca es llevada a cabo por la Guardia Costera noruega.
Los controles fronterizos se introdujeron en 2015 como resultado de la crisis migratoria en Europa. En mayo de 2017, los controles fronterizos se extendieron por otros seis meses.

### Italia
- El control fronterizo, la vigilancia fronteriza, la lucha contra el narcotráfico y la vigilancia aduanera están a cargo de la Guardia di Finanza, un Cuerpo especial de policía.
- La inspección administrativa aduanera corre a cargo de la autoridad aduanera italiana, Agenzia delle Dogane.

### Finlandia
En Finlandia existe una guardia militar especial de fronteras, la Guardia Fronteriza Finlandesa, que opera bajo los auspicios del Ministerio del Interior. Además de esto, el control fronterizo de la oficina de aduanas está disponible.

### Suecia
- El control de pasaportes es responsabilidad de la Policía Nacional de Suecia y en el agua, por reglamento especial, también la Guardia Costera Sueca.
- El Servicio de Aduanas y el Servicio de Guardacostas efectúan controles aduaneros (bienes y contrabando).
- El permiso de residencia, inmigración y asilo es administrado y decidido por la Junta de Inmigración de Suecia (solo se aplica fuera de los países nórdicos).

Dado que Suecia es miembro de la Unión Europea y participa en el Acuerdo de Schengen, la policía no puede llevar a cabo controles de pasaportes a la entrada o salida de estos países. Por otro lado, pueden requerir controles de tráfico para conocer la ciudadanía y la identidad de las personas. Lo mismo se aplica al control de aduanas, pero luego la Administración de Aduanas puede llevar a cabo controles directamente en la frontera, pero solo toma el control cuando se sospecha de un crimen o violación de contrabando.
Las personas de la UE y de Schengen pueden permanecer en Suecia hasta por 3 meses sin permiso. Para permanecer más tiempo, las autoridades pueden exigir que se sustente.
El 12 de noviembre de 2015, luego de una presión de asilo rápidamente creciente e intensa, Suecia introdujo controles fronterizos internos temporales motivados por el primer ministro Stefan Löfven, principalmente debido a una mayor amenaza terrorista.